# 2279 Barto
2279 Barto è un asteroide della fascia principale del diametro medio di circa 15,53 km. Scoperto nel 1968, presenta un'orbita caratterizzata da un semiasse maggiore pari a 2,4585633 UA e da un'eccentricità di 0,1589962, inclinata di 2,98048° rispetto all'eclittica.